# Maestro de Sopetrán

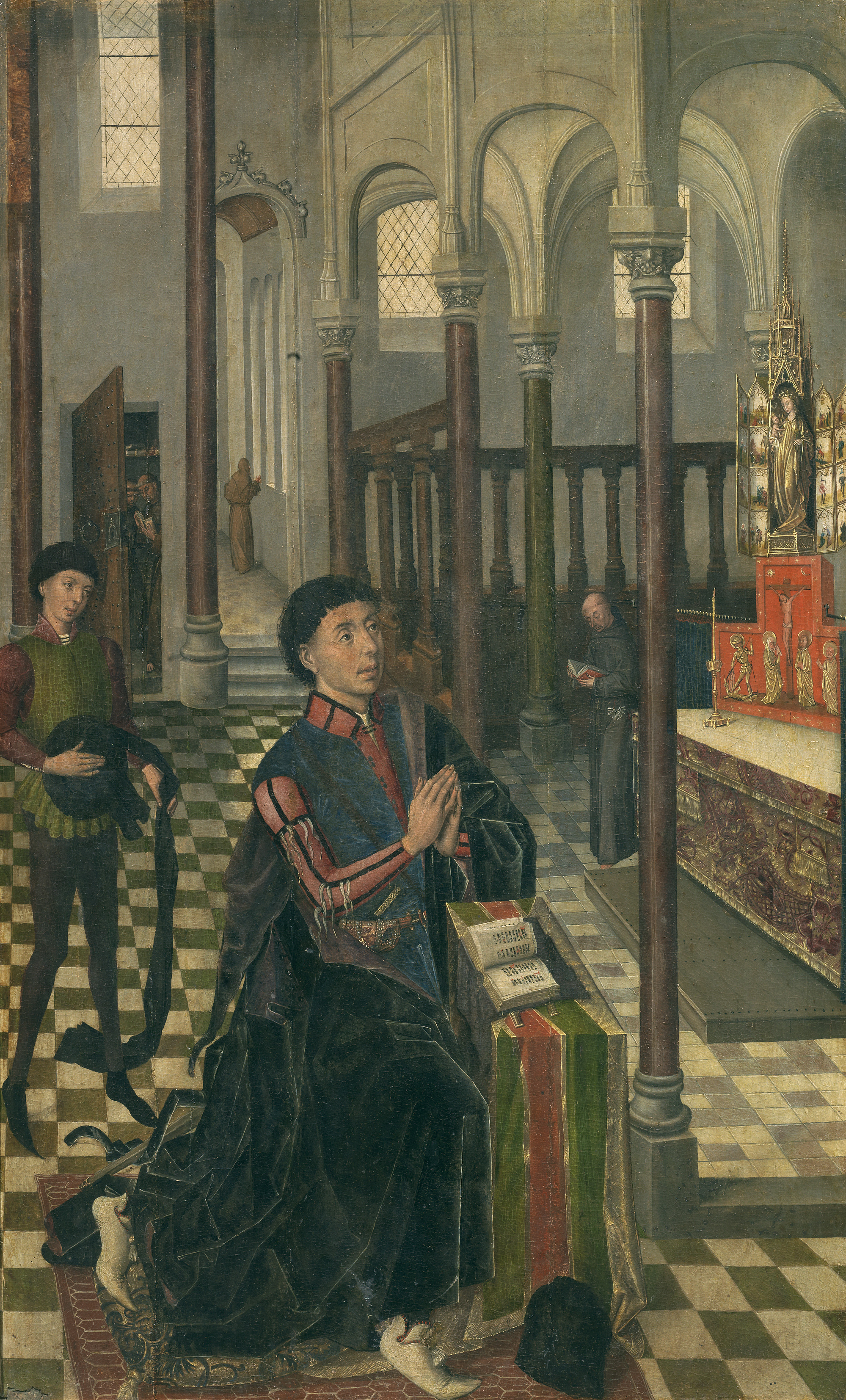
El I duque del Infantado, técnica mixta sobre tabla, 103 x 60 cm, Madrid, Museo del Prado.

Maestro de Sopetrán es la denominación convencional por la que se ha conocido a un anónimo pintor flamenco con obra en tierras de Guadalajara, al que se supone activo hacia 1460-1470 al servicio de los Mendoza. Debe su nombre a las cuatro tablas de un retablo procedentes del monasterio benedictino de Santa María de Sopetrán (Guadalajara), conservadas en el Museo del Prado, en el que ingresaron en 1934, cuyos asuntos son la Anunciación, Natividad, Tránsito de la Virgen y el retrato del donante, tablas actualmente atribuidas a un seguidor del Maestro de la Redención del Prado. La utilización de madera de roble del Báltico en el soporte y blanco de creta en el aparejo, según el estudio técnico efectuado en el laboratorio del Museo del Prado, indican que fueron pintadas en los Países Bajos y no en España. Por la fecha del anillo de crecimiento más joven, 1432 según el estudio dendrocronológico, pudieron pintarse a partir de 1440 como fecha más temprana.
Las pinturas formaron originalmente las puertas o calles laterales de un retablo dedicado a la Virgen localizado en el monasterio de Sopetrán, fundación del marqués de Santillana, quien se encontraría retratado como donante en una de las tablas según afirmaba en el siglo XVII el historiador del monasterio, fray Antonio de Heredia, con las primeras noticias de estas pinturas, «que se conoce son pinturas de Flandes, y se conservaron en el nuevo retablo por ser tan primorosas». El aspecto juvenil del donante, cuyos rasgos faciales son muy distintos de los que tenía Íñigo López de Mendoza I marqués de Santillana en el retrato de Jorge Inglés para el Altar de los ángeles del Hospital de Buitrago, y la indumentaria, que podría corresponder a una fecha en torno a 1470, algunos años posterior a la muerte del primer marqués, ha hecho suponer que el retratado sea en realidad el hijo de este, Diego Hurtado de Mendoza, II marqués de Santillana y I duque del Infantado, a quien correspondió concluir las obras del monasterio.
Su anónimo autor, de quien ninguna otra obra se conoce, a quien se tuvo por maestro hispanoflamenco, demuestra un buen conocimiento de la pintura flamenca, en particular de la escuela de Tournai, como se advierte en las arquitecturas del Tránsito de la Virgen, semejantes a las empleadas por el Maestro de Flémalle, y muy especialmente en la tabla de la Anunciación, inspirada en las composiciones del mismo asunto de Rogier van der Weyden, modelos más modernos que los empleados por Jorge Inglés, de quien llegó a ser considerado discípulo. Muy interesante y más personal es el matizado estudio de la iluminación y la amplitud y profundidad con que concibe el espacio en que se sitúa el retrato del donante, arrodillado en el interior de una capilla, ante un altar con la imagen en talla de la Virgen de Sopetrán que el marqués de Santillana, según fray Antonio de Heredia, había hecho traer de Flandes. La constatación, finalmente, de que las tablas fueron pintadas en los Países Bajos y no en España, y la existencia de concomitancias con dibujos subyacentes de Van der Weyden (por ejemplo en la figura del ángel de la Anunciación, semejante al del dibujo subyacente del Tríptico de Santa Columba en mayor medida que a su imagen visible) indican una relación más directa con Van der Weyden de la que se había pensado. Hay también influencias de Hans Memling, por ejemplo en la dulzura de los rostros, pero especialmente con el anónimo autor del Tríptico de la Redención del Museo del Prado, en este caso tanto en detalles menudos como en la preparación de las tablas, aunque más tosco, lo que ha llevado a su consideración actual como miembro o seguidor del taller de este pintor, vinculado a su vez al taller de Rogier van der Weyden.